# Harry Potter: Wizards Unite
Harry Potter: Wizards Unite (kurz HPWU oder WU) war ein kostenlos spielbares, ortsabhängiges Augmented-Reality-Spiel, das von der Zauberwelt des Harry-Potter-Franchise inspiriert war. Das Spiel wurde von WB Games San Francisco und Niantic entwickelt und von Warner Bros. Games unter dem Label Portkey Games veröffentlicht. Im April und Mai 2019 wurde in Neuseeland und Australien eine Beta-Version veröffentlicht. Die globale Veröffentlichung begann am 20. Juni in Großbritannien und den USA. Seit dem 22. Juni 2019 war das Spiel auch in Deutschland verfügbar.
Nach Ankündigung von WB Games und Niantic am 2. November 2021 wurde das Spiel am 6. Dezember 2021 aus den Appstores entfernt, und der Betrieb wurde am 31. Januar 2022 endgültig eingestellt.

## Überblick
Harry Potter: Wizards Unite wurde am 8. November 2017 als von WB Games San Francisco und Niantic entwickeltes Augmented-Reality-Handyspiel angekündigt. Die Spieler können reale Orte besuchen, während sie Zaubersprüche ausüben, mysteriöse Artefakte entdecken und ikonischen Charakteren und legendären Tieren aus dem Harry-Potter-Universum begegnen. Die Mechanik weist Parallelen zu Niantics vorausgegangenen AR-Spielen Pokémon Go und Ingress auf, während die Spielinfrastruktur dieser Spiele weitgehend übernommen wurde.
Mit der Übernahme von Escher Reality setzte Niantic ein Zeichen, neue Technologien im Spiel zu implementieren, um persistente Welten innerhalb von AR zu ermöglichen. Am 14. November 2018 wurde die Veröffentlichung im Jahr 2019 bestätigt.

## Spielmechanik
Das Gameplay wird als ähnlich wie bei Pokémon Go beschrieben, mit Spielern, die die Gameplay-Welt über ein Smartphone betrachten können.
Nach der Erstellung eines Spielaccounts erstellt der Spieler einen Avatar, dessen Standort von der geografischen Position des Geräts abhängt. Der Spieler bewegt sich anschließend in der realen Welt, um magische Kreaturen zu finden und durch die Anwendung von Zaubern von ihren dunklen Wächtern zu befreien. Gasthäuser (um die Zauberenergie wieder aufzufüllen), Gewächshäuser (um Tränkezutaten zu züchten) und Festungen (um bösartige Kreaturen zu bekämpfen und seltenere Belohnungen freizuschalten) befinden sich an zahlreichen geographischen Punkten in der näheren Umgebung. Der Avatar bewegt sich innerhalb der Spielkarte synchron zu den Bewegungen des Spielers in dessen realer Umgebung.

### Das Spielerprofil (Ministeriumsausweis)
HPWU zu spielen bedeutet im Kontext, das Zaubereiministerium im Kampf gegen dunkle Mächte zu unterstützen. Hierfür erhalten die Spieler ihr Profil in Form eines Ministeriumsausweises. Die Spieler können ihr Hogwarts-Haus, ihren Zauberstab und ihren Beruf frei wählen und jederzeit ändern oder anpassen. Die Wahl des Hauses wirkt sich derzeit noch nicht auf das weitere Spielgeschehen aus.
Jeder Spieler kann seinen eigenen Zauberstab zusammenstellen. Hierfür stehen 38 Holzarten wie etwa Buche, Eibe, Kastanie, Walnuss oder Zeder zur Auswahl. Zu jeder Holzart wird deren Eigenschaft sowie deren Eignung je nach Charakter des Besitzers beschrieben. Der Kern des Zauberstabs kann wahlweise aus Drachenherzfaser, Einhornhaar oder Phönixfeder bestehen. Die Flexibilität kann in 13 verschiedenen Stufen eingestellt werden, die Länge in 21 Stufen von 9½ bis 14½ Zoll.
Zudem kann der Spieler verschiedene Berufe – Professor, Auror oder Magizoologe – auswählen. Die verschiedenen Berufe haben in Festungen unterschiedliche Stärken und Schwächen oder sind gegen bestimmte Gegner effektiver als andere. Der Fortschritt innerhalb eines Berufs wird durch Wechsel in einen anderen Beruf nicht beeinträchtigt.
Mittel- bis langfristig kann man durch regelmäßige Teilnahme am Spiel verschiedene Titel und Zauberei-Erfolge freischalten, die dann wahlweise im Profil für andere sichtbar dargestellt werden. Titel werden durch Bezeichnungen wie etwa „Überragender Zauberer“ oder „Kammernherausforderer“ dargestellt, Zauberei-Erfolge hingegen durch bildliche Abzeichen.

### Auffindbare Gegenstände
Das Spiel ermöglicht es den Spielern, magischen Figuren und Gegenständen aus dem Fantasy-Universum von Harry Potter und Phantastische Tierwesen, den sogenannten „findbaren Gegenständen“, zu begegnen und diese von feindlichen Kräften, sogenannten „Fundwächtern“ in der Form von beispielsweise Spinnennetzen, Dementoren oder Flammen, zu befreien. Diese erscheinen im virtuellen Umfeld in Form von „Spuren“, den eigentlichen Gegenstand erkennt man erst durch Antippen dieser Spur. In Festungen kann gegen mythische Bestien gekämpft werden, wodurch seltenere findbare Gegenstände als Belohnung verfügbar sind. Befreite findbare Gegenstände werden als Bilder in einem Register verzeichnet. Das Register besteht aus vier Kategorien: Erforschung, Herausforderungen, Mysterien und Events. Jede Kategorie ist wiederum in unterschiedliche Registerseiten unterteilt.
Die Kategorie „Erforschung“ umfasst zehn Registerseiten: Pflege Magischer Geschöpfe, Dunkle Künste, Die Hogwarts-Schule, Legenden von Hogwarts, Zaubereiministerium, Magizoologie, Magische Spiele und Sportarten, Geheimnisvolle Artefakte, Die Wunder der Welt der Zauberei und Merkwürdigkeiten. Findbare Gegenstände dieser Kategorie können über Begegnungen auf der Karte sowie Belohnungen aus Festungen registriert werden. Die Kategorie „Herausforderungen“ umfasst die sieben Registerseiten Bücher, Scherzartikel, Magische Geräte, Symbole aus der Welt der Zauberei und Zauberstäbe von Dumbledores Armee sowie zwei Extra-Seiten mit verschiedenen Steckbriefen dunkler Magier und Figuren. Findbare Gegenstände dieser Kategorie sind ausschließlich als Belohnungen aus Festungen erhältlich. Die Kategorie „Mysterien“ enthält ausschließlich findbare Gegenstände aus der Serie der sogenannten „W.D.G.-Aufträge“, einer Reihe von Aufgaben, die man gemeinsam mit verschiedenen Ministeriumsangestellten löst. Die Kategorie „Events“ wird als einzige Kategorie fortlaufend erweitert und mit jedem neuen „Brillanten Event“ um eine Registerseite erweitert. Bis April 2020 gab es zehn Events: Fantastische Flora und Fauna, Potters Desaster, Zurück nach Hogwarts, Truppen bekämpfen, Stärker zusammen, Weihnachtsdesaster, Zeiten der Dunkelheit, Verlorene Liebe, Desaströser Zirkus, Belagerter Fuchsbau. Findbare Gegenstände dieser Kategorie sind ausschließlich während Events oder über im Event erhaltene Portschlüssel und Runensteine erhältlich.
Für jeden befreiten findbaren Gegenstand und jede erhaltene Belohnung erhält der Spieler neben Erfahrungspunkten auch sogenannte „Familien-XP“, mit der die jeweils dem findbaren Gegenstand entsprechende Registerseite aufgelevelt werden kann. Für jedes neue Level wiederum erhält man einen Runenstein dieser Familie, mit dem man schließlich in Festungen kämpfen und seltenere Gegenstände gewinnen kann. Das höchste Level der Registerseiten ist 65, doch werden auch nach Abschluss dieses Levels weiterhin Runensteine vergeben.

### Portschlüssel
Über die virtuelle Umgebung kann der Spieler Portschatullen auflesen. Diese Portschatullen haben unterschiedliche Distanzen, die durch Bewegung in der realen Welt abgelaufen werden müssen. Hierdurch kann man Portschlüssel freischalten, durch deren Öffnen der Spieler innerhalb des Spiels an einen anderen magischen Ort reist. An diesem Ort müssen fünf Schlickschlupfe aufgespürt werden, die jeweils unterschiedliche Belohnungen wie etwa Zaubertrankzutaten, Erfahrungspunkte, Zauberenergie oder Familien-XP enthalten. Es gibt vier verschiedene Portschatullen: wertvolle Portschatullen (2 km), prächtige Portschatullen (5 km), Event-Portschatullen (7 km) und überragende Portschatullen (10 km). Eingesetzt werden diese Portschatullen durch goldene (unbegrenzt benutzbare) oder silberne (einmalige) Schlüssel; Letztere wiederum können käuflich erworben oder selten als Zusatzbelohnung bei der Befreiung findbarer Gegenstände erhalten werden. Die freigeschalteten Portschlüssel werden je nach Art der Portschatulle unterschiedlich dargestellt als Stiefel (wertvolle Portschatulle), schimmernder Stiefel (Event-Portschatulle), Kessel (prächtige Portschatulle) oder platter Ball (überragende Portschatulle).

### Tränke
Tränke haben eine Vielzahl von Funktionen im Spiel. So gibt es Tränke, die die Zauberleistung in Spuren oder Festungen verbessern, die die Ausdauer während eines Festungskampfes verbessern, die eine Flucht des Fundwächters mitsamt dem findbaren Gegenstand verhindern oder die zusätzliche Spuren aufspüren. Tränke werden über die Dauer mehrerer Stunden gebraut. Die Zutaten hierfür erscheinen beliebig in der virtuellen Umgebung, können aber mittels Wasser und Samen auch gezielt in Gewächshäuser gezüchtet werden. Durch die Eingabe einer Rührformel kann die Brauzeit um 15 % verringert werden. Sowohl Tränke als auch Zutaten werden im Verlies aufbewahrt, nebst Runensteinen, Samen und weiteren Gegenständen.

### Festungen
Festungen befinden sich zumeist in Parkanlagen oder an gesponserten Orten. In Festungskämpfen tritt man gegen unterschiedliche magische Kreaturen an, etwa gegen Irrwichte, Werwölfe oder dunkle Magier. Es gibt insgesamt 20 verschiedene Festungsstufen, die nacheinander freigeschaltet werden müssen und sich in vier verschiedene Kategorien unterteilen: Ruinenkammer 1–5, Turmkammer 1–5, Waldkammer 1–5, Dunkle Kammer 1–5. Sobald eine Stufe freigeschaltet ist, kann man immer wieder auf dieser Stufe kämpfen, ohne erneut die darunter befindlichen Stufen freischalten zu müssen. Höhere Stufen sind schwieriger zu bespielen und erfordern ein höheres Berufslevel des Spielers, schalten dafür aber auch seltenere Belohnungen frei. Kämpfe können gemeinsam mit anderen Spielern bestritten werden.

### Gasthäuser
Die meisten Aktionen im Spiel, wie etwa das Verwenden von Zaubersprüchen oder das Angreifen eines Gegners in einer Festung, kosten Zauberenergie. Um diese Energie auffüllen zu können, gibt es verschiedene Arten von Gasthäusern, in denen symbolisch durch Konsum von Speisen und Getränken Zauberenergie gewonnen werden kann. Je nach Art des Menüs unterscheidet sich die Zahl der Energiepunkte hierbei.

### Freunde / Geschenke
Ende 2019 wurde ein Freundschaftssystem ähnlich jenem in Pokémon Go eingeführt. Spieler können nun in Gewächshäusern, Festungen oder Gasthäusern verschiedene Arten von Geschenken erhalten, die dann jeweils Zutaten, Runensteine oder Zauberenergie beinhalten. Diese Geschenke können an andere Spieler, mit denen man befreundet ist, verschickt werden.

## Veröffentlichung
Ein erstes Gameplay-Video für das Spiel wurde im März 2019 veröffentlicht, welches zeigt, dass im Spiel Dementoren und Werwölfe vorkommen, vor welchen man sich verteidigen muss. Am 11. März 2019 wurde die Voranmeldung bei Google Play für die App eröffnet und neues In-Game-Material von Niantic veröffentlicht. Am 17. April 2019 wurde das Spiel in Neuseeland im Betatest veröffentlicht.
Am 24. April 2019 wurde eine E-Mail versehentlich verschickt, in der mitgeteilt wurde, dass das Spiel in Australien zum Betatest starten würde. Am 26. April 2019 wurde das Spiel in Australien zum Betatest gestartet. Einige Stunden darauf später bestätigte Niantic, dass es ein weiterer Fehler war und dass die App aus dem App Store entfernt wurde. Das Spiel wurde am 2. Mai 2019 in Australien wiederveröffentlicht.
Das Spiel war seit dem 20. Juni in Großbritannien und den USA verfügbar. Am 22. Juni 2019 folgte der Release in zahlreichen weiteren Ländern, so beispielsweise Deutschland, Italien, Spanien, Österreich, Belgien, Niederlande oder Frankreich.